# As the Fates Decree

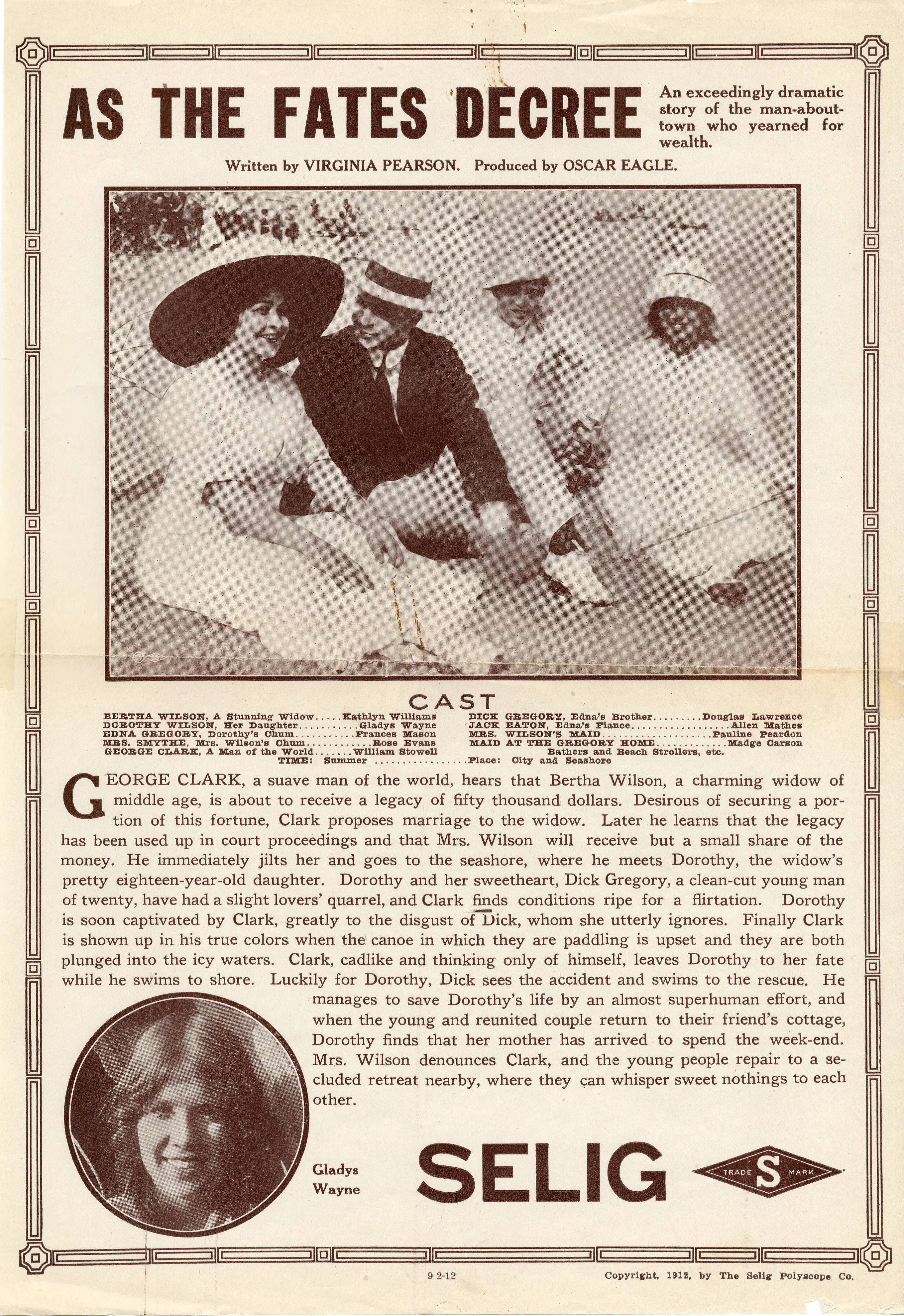
Flyer de sortie d'As the Fates Decree.

As the Fates Decree est un film muet américain réalisé par Oscar Eagle et sorti en 1912.

## Fiche technique
- Réalisation : Oscar Eagle
- Scénario : Virginia Pearson
- Production : William Nicholas Selig
- Date de sortie :
  - États-Unis : 2 septembre 1912

## Distribution
- Kathlyn Williams : Mrs Bertha Wilson
- Gladys Wynne
- Frances Mason
- Rose Evans
- William Stowell
- Douglas Lawrence
- Allen Mathes
- Pauline Peardon
- Madge Carson